# Nicolás Franco (homme politique)
Pour les articles homonymes, voir Nicolás Franco et Franco.
Nicolás Franco Bahamonde (Ferrol, La Corogne, 1er juillet 1891 - Madrid, 15 avril 1977) est un militaire et homme politique espagnol, participant au soulèvement militaire contre la Seconde République qui a donné lieu à la guerre civile espagnole. Il était le frère aîné de Ramón Franco, Pilar Franco Bahamonde, María de la Paz Franco Bahamonde et Francisco Franco, qui a dirigé la dictature.

## Biographie

### Formation
Son père, Nicolás Franco Salgado-Araújo, était Intendant dans la Marine espagnole, et sa mère, Pilar Bahamonde y Pardo de Andrade, venait d'une famille avec une grande tradition dans la Marine.
Il a poursuivi la tradition maritime de la famille en entrant à l'École navale militaire à Cadix, dont il est sorti avec le grade d'officier de l'Armada espagnole. Il est ensuite entré à l'École des ingénieurs de marine, où il a obtenu son diplôme d'ingénieur naval.
Il a commencé sa carrière politique pendant la Seconde République, devenant Secrétaire général du Parti agrarien espagnol présidé par José Martínez de Velasco. De 1932 à 1934 il a occupé le poste de directeur de l'École supérieure des ingénieurs navals, et en 1935, il a été nommé directeur général de la Marine marchande. 

### Guerre civile
Son frère Francisco étant l'un des principaux instigateurs du coup d'état du 18 juillet 1936. Nicolás est devenu bientôt l'un de ses plus importants collaborateurs, et a eu une grande influence dans la décision de nomination de son frère comme futur chef d'État. Son activité pendant la guerre s'est développée comme ambassadeur en Italie en 1937. À partir de 1938, il a été ambassadeur au Portugal, où il a obtenu le soutien du gouvernement d'António de Oliveira Salazar aux Nationalistes espagnols, ainsi que des fournitures matérielles et une collaboration pour l'arrestation des républicains qui ont traversé la frontière.

### Après-guerre
En 1940, il est nommé Chevalier Grand-Croix de l'Ordre de Saint-Lazare de Jérusalem. Il est promu en 1942 général du Corps du Génie Naval de la Marine, et il reste ambassadeur d'Espagne au Portugal jusqu'en 1957. À son retour en Espagne, il développe une intense activité financière. Il a été fondateur et président du conseil d'administration de la société « Fabricación de Automóvil, SA (FASA-Renault) » et également fondateur de (FADISA) "Fabricación de Automóvil Diesel, SA", ainsi que président d'honneur d'Alcan Aluminio Ibérico et directeur de la Compañía Trasmediterránea de Navegación, ainsi que directeur de l'Unión Naval de Levante. Il a également été administrateur de Manufacturas Metálicas Madrileñas. Son frère Francisco, déjà chef de l'État, l'a nommé Procurador en Cortes, poste qu'il a occupé durant les VI, VII, VIII, IX et X législatures jusqu'à sa mort, en 1977.

## Accusé de crimes contre l'humanité
En 2008, il était l'un des trente-cinq hauts fonctionnaires du régime franquiste inculpés par l'Audience nationale dans l'instruction menée par Baltasar Garzón pour les crimes présumés de détention arbitraire et crimes contre l'humanité qui auraient été commis pendant la guerre d'Espagne et les premières années du régime de Franco. Le juge a déclaré la responsabilité pénale de Nicolás Franco éteinte lorsqu'il a eu des preuves fiables de sa mort, survenue trente et un ans plus tôt.